# 5-й Черниговский корпус Украинской державы
5-й Черниговский корпус (5-й Ч.к. Укр.д, укр. 5-й Чернігівський корпус) — воинское соединение в Армии Украинской Народной Республики, созданное 17-29 апреля 1918 года (после 29 апреля 1918 в Армии Украинской державы) в Полтавской губернии во время Гражданской войны в России. Управление корпуса являлось управлением военного округа и соответственно командир корпуса имел права командующего войсками военного округа.

## История
17 апреля 1918 года началось формирование 5-го Черниговского корпуса с управлением корпуса в г.Чернигове Черниговской губернии.
Одновременно в губернии формировались органы военного управления военного округа. Вое́нный о́круг - это территориальное общевойсковое объединение соединений, частей, военно-учебных заведений и местных военных учреждений. Территория округа соответствовала территории губернии. Администрация военного округа обязана обеспечить проведение мероприятий, связанных с подготовкой государства и вооружённых сил на случай войны, организовать подготовку войск и штабов.
Армия Украинского государства (укр. Україньскої держави) создавалась на Украине после прихода к власти 29 апреля 1918 года гетмана П. П. Скоропадского. В числе 8 корпусов был и 5-й корпус, со штабом в г. Чернигове. Полки корпуса представляли собой «украинизированные» части Революционной армии свободной России с прежним офицерским кадром.

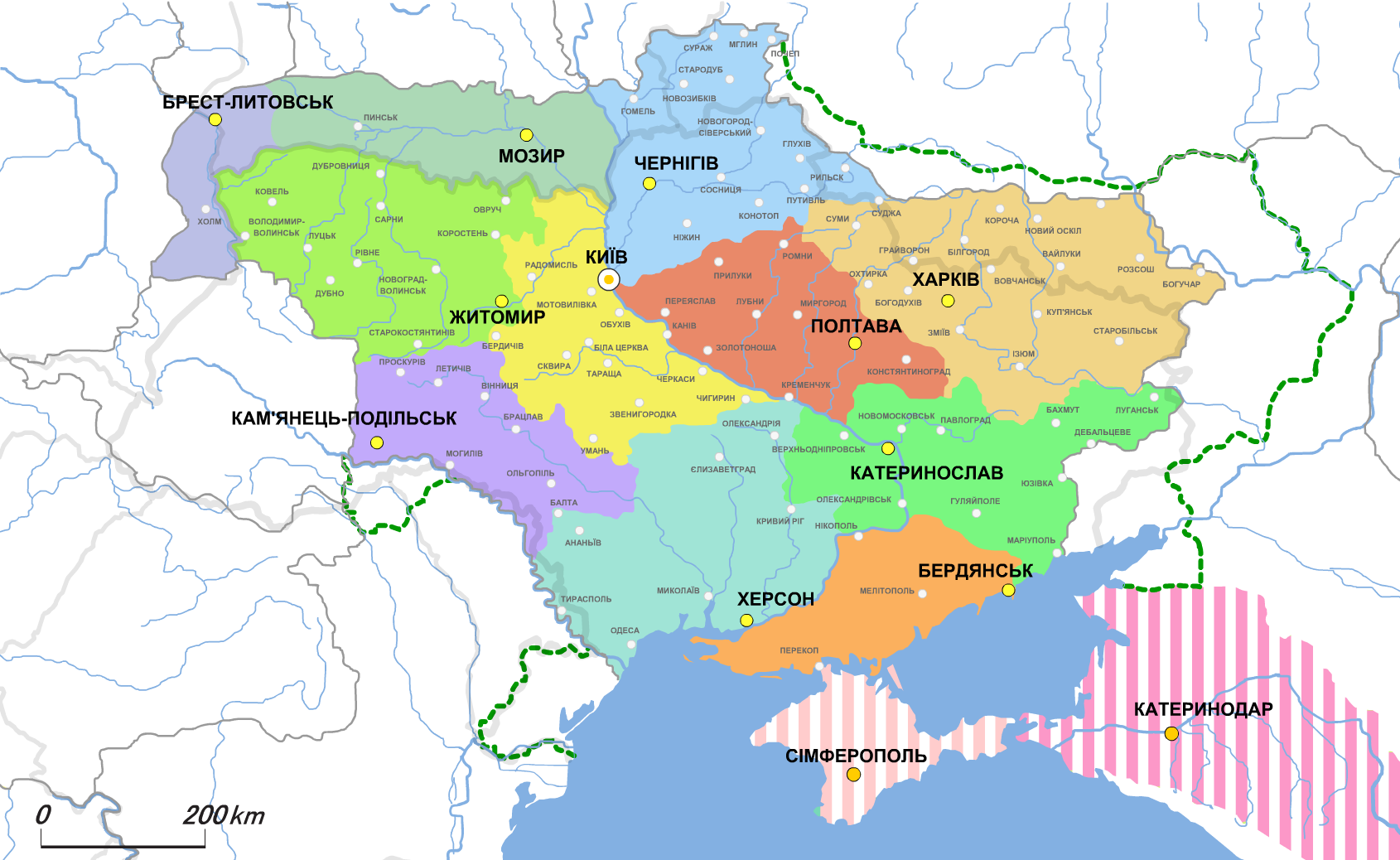
Административно-территориальное деление. Зелёная пунктирная линия — территориальные претензии

На 1 мая 1918 года в состав корпуса входил 5-й авиадивизион (см. Авиация Украинской державы). Управление корпуса находилось в Чернигове Черниговской губернии.
В оперативном подчинении 5-й авиадивизион корпуса был у Инспекции авиации Киевского района.
24 июля 1918 года Совет министров (укр. Рада министров) Украинской державы принял Закон о всеобщей войсковой повинности и утвердил План организации армии, подготовленный Генеральным штабом. 8 корпусов, которые составляли костяк армии, должны были формироваться по территориальному принципу. 5-м корпусом должен был стать Черниговский.
Соединения и воинские части комплектовались офицерами, ранее проходившими службу в Российской Императорской Армии и Революционной армии свободной России.
16 ноября 1918 года началось возглавленное Директорией У.Н.Р. (председатель В. К. Винниченко)  восстание повстанцев и войск Украинской державы под командованием С.В. Петлюры против гетмана П. П. Скоропадского.
В армии произошёл раскол и началась «Украинская гражданская война». Раскол потряс Военное и Морское министерство.
Сторонниками русской Добровольческой армии под командованием генерала А. И. Деникина становились преимущественно генеральные чины и старшие офицеры, а сторонниками бывшей Украинской Народной Республики становились младшие офицеры, большинство из которых закончили украинские инструкторские школы, созданные в революционные годы. В 5-м корпусе подавляющее большинство младших офицеров отказалось бороться против повстанцев. Генеральским чинам с помощью местных офицерских отрядов пришлось арестовывать почти всю 9-ю пешую дивизию.
Однако вскоре г. Чернигов и Черниговская губерния были полностью заняты войсками Серожупанной дивизии, и младшие офицеры, освобождённые из-под ареста, в составе своего 5-го корпуса вошли в Действующую армию УНР.

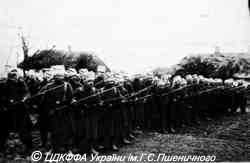
Серожупанная дивизия в дни мятежа против гетманской власти, конец 1918 года

## Полное наименование
5-й Черниговский корпус

## Командование
- Холин Пётр Иванович, полковник, командир 29-го пешего полка 10-й пешей дивизии.[9]

## Состав
На 1 мая 1918:
- Управление корпуса в г. Чернигове (губернский город Черниговской губернии)
- 9-я пешая дивизия

- 25-й пеший полк
- 26-й пеший полк
- 27-й пеший полк

- 10-я пешая дивизия

- 28-й пеший полк
- 29-й пеший полк
- 30-й пеший полк